# Oxyamerus spathulatus
Oxyamerus spathulatus är en kvalsterart som beskrevs av Aoki 1965. Oxyamerus spathulatus ingår i släktet Oxyamerus och familjen Oxyameridae. Inga underarter finns listade i Catalogue of Life.